# Renrou Sousuo
Renrou Sousuo (chinesisch 人肉搜索, Pinyin Rénròu Sōusuǒ – „Menschenfleischsuche“, sinngemäß: „Menschensuche“, „Menschliche Suchmaschine“) ist ein chinesisches Internet-Phänomen in der Volksrepublik und in der Republik China auf Taiwan. Bei der Menschenfleischsuche trägt eine Vielzahl von Internetnutzern gemeinsam Informationen über eine bestimmte Person zusammen und veröffentlicht diese. Es ist eine Form des kollektiven Doxings.

## Prinzip
Die Zielperson hat sich normalerweise durch eine tatsächlich oder vermeintlich verwerfliche Tat den Zorn der Online-Community zugezogen. Sie soll durch die gezielte Offenlegung ihrer Identität und Privatsphäre an den Pranger gestellt werden. Das Ziel der im Kampagnenstil geführten Handlungen ist die persönliche Herabwürdigung und psychische Zerstörung der Zielpersonen sowie potentiell Gleichgesinnte einzuschüchtern und mundtot zu machen. Die dabei eingesetzten Mittel reichen von fernschriftlichen Schmähungen bis zu handfesten Gewalt- und Morddrohungen. In der chinesischen bzw. ostasiatischen Kultur ist Gesichtsverlust besonders schwerwiegend (siehe Schamkultur).
Die Anlässe für solche Pranger in der Öffentlichkeit umfassen Verhaltensweisen privater und beruflicher Art, die auf größeres Missfallen stoßen. In Ermangelung freier öffentlicher Ausdrucksmöglichkeiten wird die Praxis von chinesischen Internet-Benutzern speziell auch dazu genutzt, um auf möglichen Amtsmissbrauch chinesischer kommunistischer Kader aufmerksam zu machen.
Renrou Sousuo ist nicht zentral gesteuert, sondern versucht, ein allgemeines Gefühl der nationalistischen oder sozialen Empörung unter Internet-Benutzern zu mobilisieren. Hauptinstrument der virtuellen Diffamierungskampagne ist die Nutzung von Suchmaschinen. Auch das Ausspionieren vor Ort kommt vor.

## Beispiele
Das Phänomen wurde erstmals während der Tumulte beim olympischen Fackellauf im Vorfeld der Sommerspiele 2008 in Peking einer breiten Öffentlichkeit bekannt, als nationalistische chinesische Netizens im Internet gezielt gemäßigte Landsleute ausfindig machten und als „Volksfeinde“ an den öffentlichen Pranger stellten.
Ein weiteres Beispiel für Renrou Sousuo ist der Li-Gang-Zwischenfall. Im Jahr 2010 äußerte sich Li Qiming, der Sohn eines chinesischen Funktionärs, zu einem von ihm verschuldeten Autounfall mit Todesfolge mit den Worten: „Verurteilt mich nur, wenn ihr euch traut. Mein Vater ist Li Gang!“ Dies löste im Internet einen regelrechten Shitstorm aus, der sich nicht unterdrücken ließ und dazu führte, dass Li Qiming zu sechs Jahren Haft und der Zahlung von Schmerzensgeld verurteilt wurde.